# Ібалізумаб
Ібалізумаб (Trogarzo; ibalizumab-uiyk) – гуманізоване моноклональне антитіло. Препарат є першим CD4-направленим інгібітором ВІЛ-1 та першим гуманізованим моноклональним антитілом для лікування ВІЛ/СНІДу.

## Розробка
Ібалізумаб – рекомбінований гуманізований імноглобулін 4G (IgG4), отриманий за допомогою мишиного моноклонального антитіла 5A8. 
Мишині моноклональні антитіла 5А8 виробляються ідентичними імунними клітинами, які клоновані з однієї клітини-попередника і є специфічними до вірусу імунодефіциту людини. Ці клітини гуманізуються для отримання посттрансляційних модифікацій білку за людським типом для ефективного використання ібалізумабу у ролі лікарського препарату проти ВІЛ-1. 
Початкова розробка препарату належить американській біофармацевтичній компанії Biogen. Пізніше права на препарат були передані компанії Tanox, яка зараз є частиною Genentech. У 2007 році ліцензію на ібалізумаб отримала компанія TaiMed Biologics, яка займається виготовленням даного препарату і сьогодні.
Основні етапи розробки для внутрішньовенної (в/в) інфузійної лікарської форми:
- 2003: завершено фазу 1а клінічних випробувань лікарської форми для внутрішньовенної інфузії.
- 2003: завершено фазу 1b клінічних випробувань лікарської форми для внутрішньовенної інфузії.
- 2006: завершено фазу 2a клінічних випробувань лікарської форми для внутрішньовенної інфузії.
- 2011: завершено фазу 2b клінічного випробування лікарської форми для внутрішньовенної інфузії.
- 2012: завершено фазу 1 клінічного випробування лікарської форми для підшкірного введення.
- 2013: розпочато фазу 1/2 клінічних випробувань лікарських форм для підшкірного та внутрішньовенного введення (триває).
- 2014: Управління з санітарного нагляду за якістю харчових продуктів і харчових продуктів США присвоїло статус орфанного препарату для пацієнтів з ВІЛ.
- 2015: розпочато фазу 3 клінічних випробувань лікарської форми для внутрішньовенної інфузії (триває).
- 2016: розпочато та планується завершити подання постійного препарату для внутрішньовенної інфузії до FDA США.
- 2016: завершення фази 3 клінічних випробувань лікарської форми для внутрішньовенної інфузії
- 2017: завершення подання препарату та попередньої інспекції для внутрішньовенної інфузії до FDA США
- 2018: затвердження на ринку США (торгова назва: Trogarzo)

У фазі III клінічного випробування за участю ВІЛ-інфікованих учасників із резистентністю до мультикласових антиретровірусних препаратів внутрішньовенне введення ібалізумабу призвело до зниження рівня РНК ВІЛ-1 у плазмі у 83% учасників через 1 тиждень. Потім було додано оптимізовану фонову антиретровірусну схему і РНК ВІЛ-1 у плазмі стала менше 50 копій/мл у 43% учасників через 24 тижні.

## Механізм дії
Ібалізумаб зв’язується з позаклітинним доменом 2 рецептора CD4 Т-клітин в амінокислотних сайтах L96, P121, P122 і Q163 та доменом 1 в амінокислотних сайтах E77 та S79. Ці амінокислотні залишки знаходяться майже між доменами 1 та 2 рецептора CD4 людської клітини. Їх розташування також є протилежним до місця, де з 1 доменом CD4 зв’язується субодиниця gp120 (глікопротеїн 120) вірусу імунодефіциту людини.
Коли субодиниця gp120 ВІЛ-1 зв’язується з 1 доменом рецептору, відбуваються конформаційні зміни у будові вірусу. Повинна відкритися петля V3 субодиниці gp120, яка перетворюватиме структуру вірусу на більш відкриту і сприятиме його зв’язуванню із ще двома рецепторами. Зв’язування ібалізумабу з амінокислотними послідовностями CD4 створює структуру, яка перешкоджає вивільненню петлі V3 та подальшим конформаційним змінам у субодиниці gp120. Це пригнічуватиме взаємодію gp120 з корецепторами CXCR4 (рецептор хемокіну CX-4) і CCR5 (рецептор хемокіну-5) через петлю V3. Відповідно, відсутність такого корецепторного зв’язування перешкоджає субодиниці gp41 вірусу вставлятися в мембрану клітини-мішені, що зрештою унеможливлює злиття оболонки вірусу та клітинної мембрани.

## Застосування
Застосовується для лікування ВІЛ-інфекції у комплексі з іншими подібними препаратами.

## Побічна дія
Унаслідок клінічних досліджень дії ібалізумабу виявлено, що побічні ефекти ібалізумабу є рідкісними і, як правило, слабкими. До побічних ефектів належать діарея, нудота, втома, запаморочення, лімфаденопатія, назофарингіт, зниження апетиту та головний біль.